# Caribbean Writers Series
Die Caribbean Writers Series (Abk. CWS) ist eine englischsprachige Buchreihe mit Werken karibischer Schriftsteller, die von Heinemann veröffentlicht wird. Diese Reihe wurde 1970 ins Leben gerufen und widmet sich der Förderung und Verbreitung von Literatur aus der Karibik. Sie präsentiert Werke karibischer Schriftsteller, sowohl Klassiker als auch neue Werke.
Vorbild für die Reihe war die „African Writers Series“, die von James Currey und anderen bei Heinemann Educational Books (HEB) ins Leben gerufen wurde, um Werke bedeutender afrikanischer Schriftsteller neu zu veröffentlichen.
Die Caribbean Writers Series enthält Werke von Autoren aus verschiedenen karibischen Ländern, darunter Jamaika, Trinidad und Tobago, Barbados, Guyana, Haiti und viele andere. Die Reihe umfasst eine Vielzahl von Genres, darunter Romane, Kurzgeschichten, Gedichte, Essays und Theaterstücke, und bietet so einen umfassenden Einblick in die literarische Vielfalt und Kreativität der Region.
Durch die Veröffentlichung werden die Stimmen und Perspektiven karibischer Autoren einem internationalen Publikum zugänglich gemacht und tragen dazu bei, das Verständnis und die Wertschätzung der reichen kulturellen Traditionen der Karibik zu fördern.

## Bände (Auswahl)
Die folgende Übersicht erhebt keinen Anspruch auf Aktualität oder Vollständigkeit:
- 1 The year in San Fernando. Michael Anthony. Introduction by Paul Edwards & Kenneth Ramchand.
- 2 Corentyne thunder. Edgar Mittelholzer; introduction by Louis James
- 3 The mystic masseur. V. S. Naipaul; introduction by Paul Edwards and Kenneth Ramchand.
- 4 New day. V. S. Reid; introduction by Mervyn Morris
- 6 Christopher. Geoffrey Drayton; introduction by Louis James
- Green Days by the River (Michael Anthony)
- 10 Brother man. Roger Mais; introduction by Edward Brathwaite; with drawings by the author
- 11 A morning at the office, a novel. Edgar Mittelholzer
- 14 Miguel Street. V. S. Naipaul
- 16 Cricket in the road. Michael Anthony; introduction by the author
- 17 The games were coming. Michael Anthony; introd. by Kenneth Ramchand, study questions by Jean D’Costa.
- 18 The leopard. V. S. Reid; introduction by Mervyn Morris.
- 23 The hills were joyful together. Roger Mais; introduction by Daphne Morris.
- 24 Crick crack, monkey. Merle Hodge; introduction by Roy Narinesingh.
- 26 Beka Lamb. Zee Edgell.
- 29 Jamaica woman: an anthology of poems. Edited by Pamela Mordecai and Mervyn Morris.
- 33 Tales of the wide Caribbean. Jean Rhys; selected and introduced by Kenneth Ramchand.
- Selected poetry / Derek Walcott ; selected, annotated and introduced by Wayne Brown.